# Megamocny
Megamocny (ang. Megamind) – amerykański film animowany, familijny i komediowy wyprodukowany w 2010 roku. W Polsce premiera filmu odbyła się 6 stycznia 2011 roku.

## Fabuła
Tytułowy Megamocny jest największym na świecie superzłoczyńcą. Jego głównym celem jest pokonanie superbohatera Metromana. Jednak kiedy już osiąga swój cel, traci sens życia i uświadamia sobie, że był to jego największy błąd. Ponieważ nie może być złoczyńcą bez potężnego nemezis, postanawia stworzyć nowego bohatera. Daje kamerzyście Halowi supermoce, dzięki którym staje się on Tytanem, następcą Metromana. Ma on jednak ogromny uraz psychiczny ze względu na lata bycia pomiatanym i zamiast chronić świat postanawia go zniszczyć. Megamocny dostrzega, jak ogromny popełnił błąd. Od tego zaczyna się proces nawrócenia głównego bohatera, w którym ma także spory udział Roxanne, prezenterka telewizyjna, w której Megamocny się zakochuje.

## Obsada
- Brad Pitt jako Metro Man (głos)
- Will Ferrell jako Megamocny (głos)
- Tina Fey jako Roxanne Ritchi (głos)
- Jonah Hill jako Titan (głos)
- David Cross jako Minion (głos)
- Justin Theroux jako ojciec Megamocnego (głos)
- Ben Stiller jako Bernard (głos)
- Jessica Schulte jako matka Megamocnego (głos)

## Wersja polska[1]
Opracowanie wersji polskiej: Start International Polska

Reżyseria: Anna Apostolakis-Gluzińska

Dialogi polskie: Bartosz Wierzbięta

Dźwięk i montaż: Sławomir Czwórnóg

Kierownik produkcji: Elżbieta Araszkiewicz

W wersji polskiej udział wzięli:
- Tomasz Borkowski – Megamocny
- Paweł Ciołkosz – Hall
- Katarzyna Glinka – Roxanne
- Marcin Dorociński – Metroman
- Marcin Hycnar – Minion
- Andrzej Chudy – warden
- Paweł Szczesny – mayor

i inni

## Soundtrack[2]
1. „Giant Blue Head” – Hans Zimmer i Lorne Balfe
2. „Tightenville (Hal's Theme)” – Hans Zimmer i Lorne Balfe
3. „Bad to the Bone” – George Thorogood and the Destroyers
4. „Stars and Tights” – Hans Zimmer i Lorne Balfe
5. „Crab Nuggets” – Hans Zimmer i Lorne Balfe
6. „A Little Less Conversation (Junkie XL Remix)” – Elvis Presley
7. „Mel-On-Cholly” – Hans Zimmer i Lorne Balfe
8. „Ollo” – Hans Zimmer i Lorne Balfe
9. „Roxanne's Theme” – Hans Zimmer i Lorne Balfe
10. „Alone Again (Naturally)” – Gilbert O’Sullivan
11. „Drama Queen” – Hans Zimmer i Lorne Balfe
12. „Rejection in the Rain” – Hans Zimmer i Lorne Balfe
13. „Lovin' You” – Minnie Riperton
14. „Black Mamba” – Hans Zimmer i Lorne Balfe
15. „Game Over” – Hans Zimmer i Lorne Balfe
16. „I'm the Bad Guy” – Hans Zimmer i Lorne Balfe
17. „Evil Lair” – Hans Zimmer i Lorne Balfe

Inne utwory użyte w filmie:
- „Back in Black” – AC/DC
- „Highway to Hell” – AC/DC
- „Crazy Train” – Ozzy Osbourne
- „Mr. Blue Sky” – Electric Light Orchestra
- „T.N.T.” – AC/DC
- „Welcome to the Jungle” – Guns N’ Roses
- „Cobrastyle” – Teddybears
- „In the Midnight Hour” – Wilson Pickett
- „Bad” – Michael Jackson

## Sequel
W 2024 roku powstał sequel filmu od tego samego twórcy, pod tytułem: Megamind vs the Doom Syndicate. Film spotkał się ze złymi opiniami krytyków, otrzymując w serwisie Rotten Tometoes zaledwie 0.8 na 5, a w serwisie Filmweb.pl, 2,1.